# Rijad
Rijad (arab. ‏الرياض‎, Ar-Riyāḍ, Ar-Rijad) – stolica Arabii Saudyjskiej położona w środkowej części kraju, u wschodniego podnóża gór Dżabal Tuwajk, siedziba administracyjna prowincji Rijad. W 2010 roku miasto liczyło ok. 5,2 mln mieszkańców.

## Nazwa
Nazwa Rijad pochodzi od arabskiego słowa الرياض (ar-Riyāḍ), które oznacza "miejsce ogrodów i drzew". Dzięki pobliskiemu sąsiedztwu licznych uedów, okolice Rijadu od czasów antycznych były żyznym obszarem, ulokowanym w samym sercu pustynnego Półwyspu Arabskiego. 

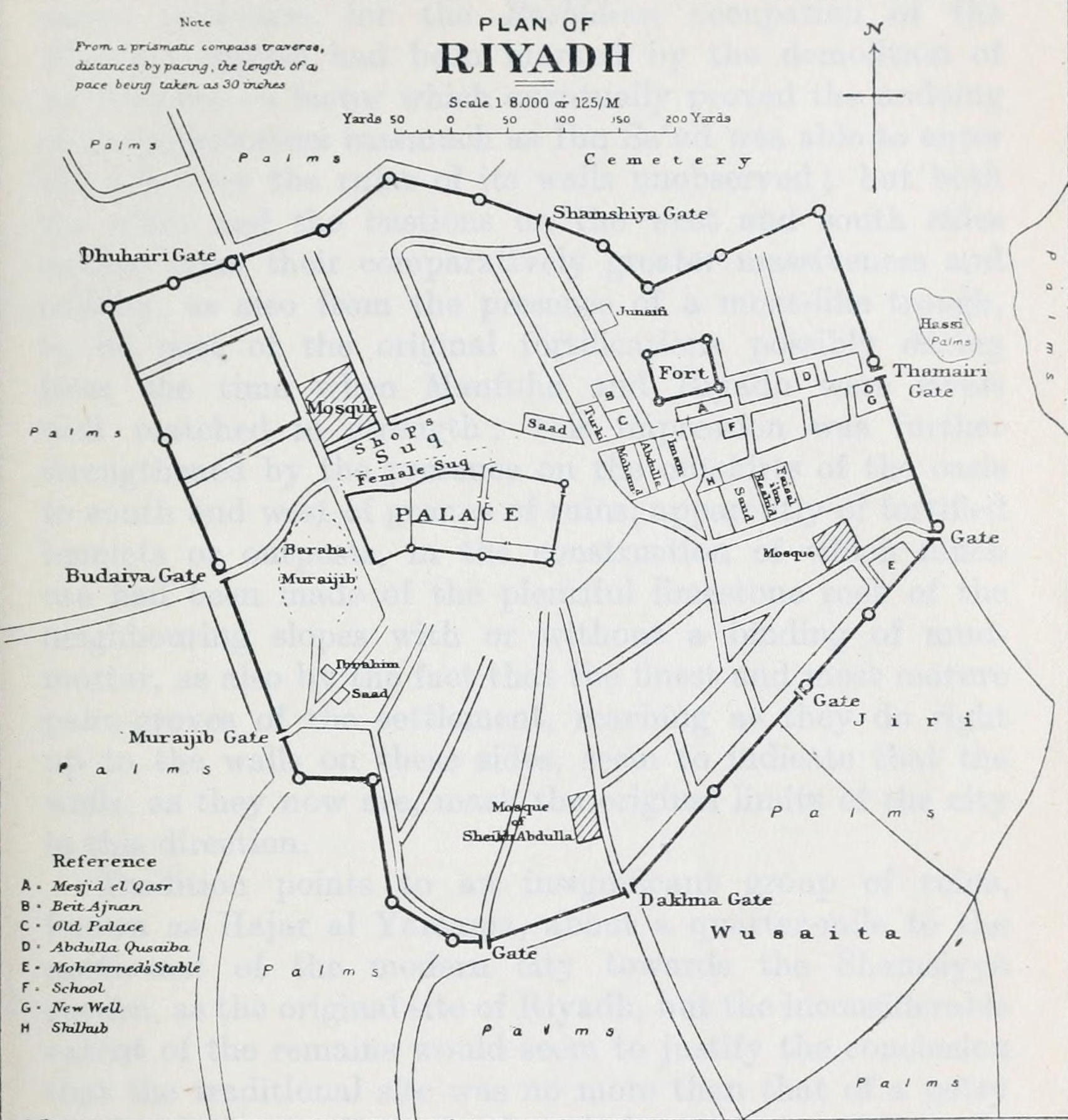
Mapa Rijadu, 1922 r.

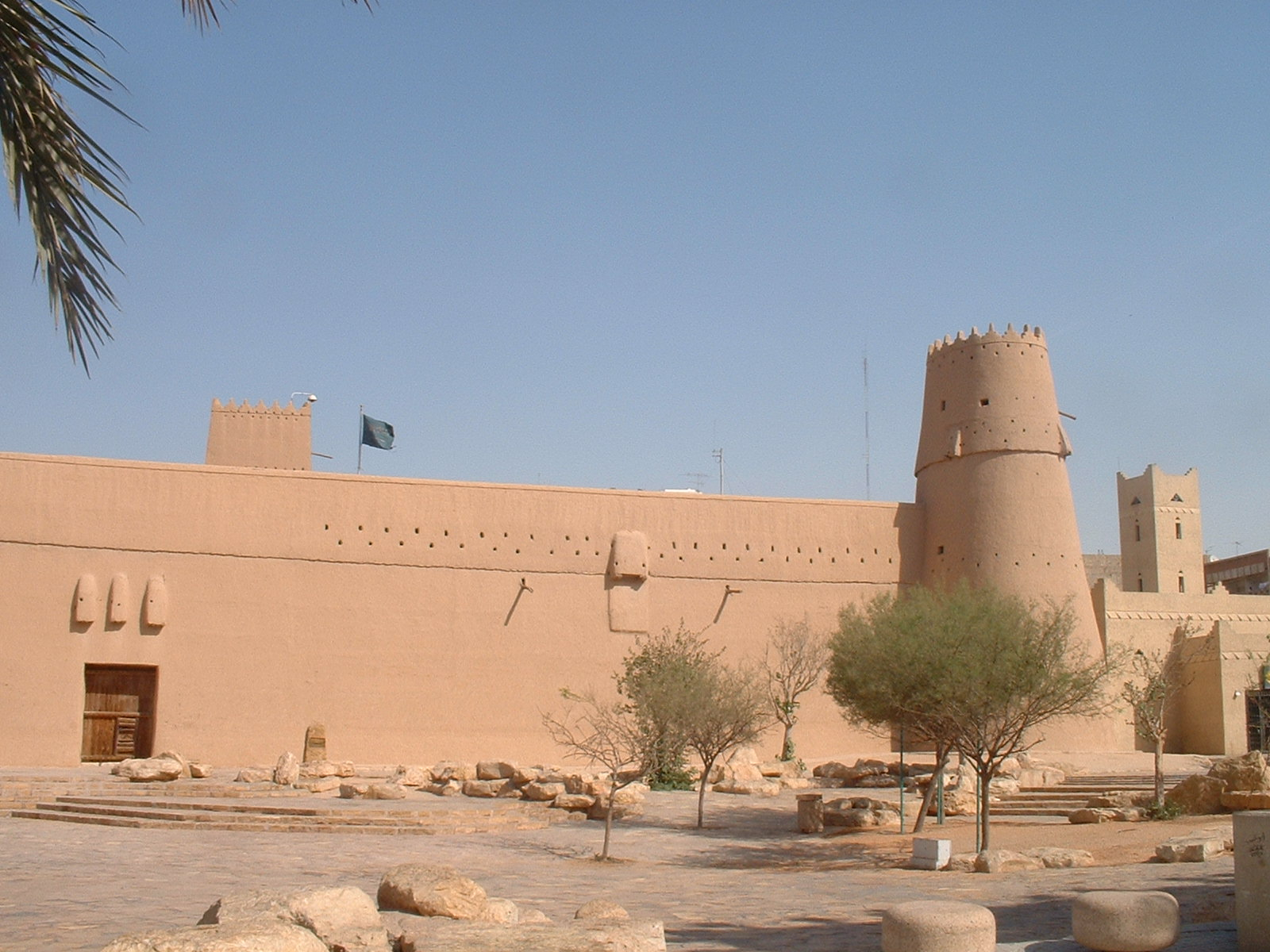
Fort Masmak

## Geografia

### Położenie
Rijad leży na pustyni u wschodniego podnóża gór Dżabal Tuwajk.

### Klimat
| \| I \| II \| III \| IV \| V \| VI \| VII \| VIII \| IX \| X \| XI \| XII \| \| 0.5 68 48 \| 0.2 73 52 \| 0.8 82 59 \| 0.9 91 68 \| 0.2 102 79 \| 0 111 82 \| 0 111 84 \| 0 111 84 \| 0 104 79 \| 0 95 70 \| 0.4 82 61 \| 0.6 72 52 \| \| Temperatury w °F Opad całkowity w calach \| \| \| \| \| \| \| \| \| \| \| \| |           |           |           |            |          |          |          |          |         |           |           |
| I | II        | III       | IV        | V          | VI       | VII      | VIII     | IX       | X       | XI        | XII       |
| 0.5 68 48 | 0.2 73 52 | 0.8 82 59 | 0.9 91 68 | 0.2 102 79 | 0 111 82 | 0 111 84 | 0 111 84 | 0 104 79 | 0 95 70 | 0.4 82 61 | 0.6 72 52 |
| Temperatury w °F Opad całkowity w calach |           |           |           |            |          |          |          |          |         |           |           |

| I                                        | II        | III       | IV        | V          | VI       | VII      | VIII     | IX       | X       | XI        | XII       |
| 0.5 68 48                                | 0.2 73 52 | 0.8 82 59 | 0.9 91 68 | 0.2 102 79 | 0 111 82 | 0 111 84 | 0 111 84 | 0 104 79 | 0 95 70 | 0.4 82 61 | 0.6 72 52 |
| Temperatury w °F Opad całkowity w calach |           |           |           |            |          |          |          |          |         |           |           |

 Znajduje się w strefie ciepłego pustynnego klimatu (klasyfikacja Köppena: BWh). Miasto doznaje burz piaskowych.

### Podział administracyjny
Rijad dzieli się na 17 dzielnic:
| - al-Hā′ir - asch-Schafā - ar-Rauda - as-Salī - asch-Schamāl - al-Bathā' | - ad-Dīra - ʿIrqa - Itaiqa - al-Maʿadar - al-Malaz - Manfūha | - Murraba - an-Nassīm - al-ʿUlayyā - asch-Schumaisī - al-ʿUraidschā' |

## Demografia[2]
| 1940   | 1954    | 1965    | 1974    | 1978    | 1990      | 2001      | 2004      | 2006      |
| ------ | ------- | ------- | ------- | ------- | --------- | --------- | --------- | --------- |
| 50 000 | 106 000 | 231 000 | 662 000 | 760 000 | 2 100 000 | 3 829 000 | 4 260 000 | 4 600 000 |

## Kultura
- Muzeum Narodowe Arabii Saudyjskiej
- Biblioteka Narodowa Króla Fahda

## Sport
Najsławniejszymi klubami piłkarskimi w Rijadzie są Al-Hilal i An-Nassr.

## Transport
Około 25 kilometrów od centrum znajduje się Międzynarodowe Lotnisko Króla Chalida obsługujące 17 milionów pasażerów rocznie.
W mieście budowane jest metro.

## Polonia
- Stowarzyszenie Arabia Felix w Rijadzie[3].

## Miasta partnerskie
- Paryż, Francja
- Acapulco, Meksyk
- Charlotte, Stany Zjednoczone

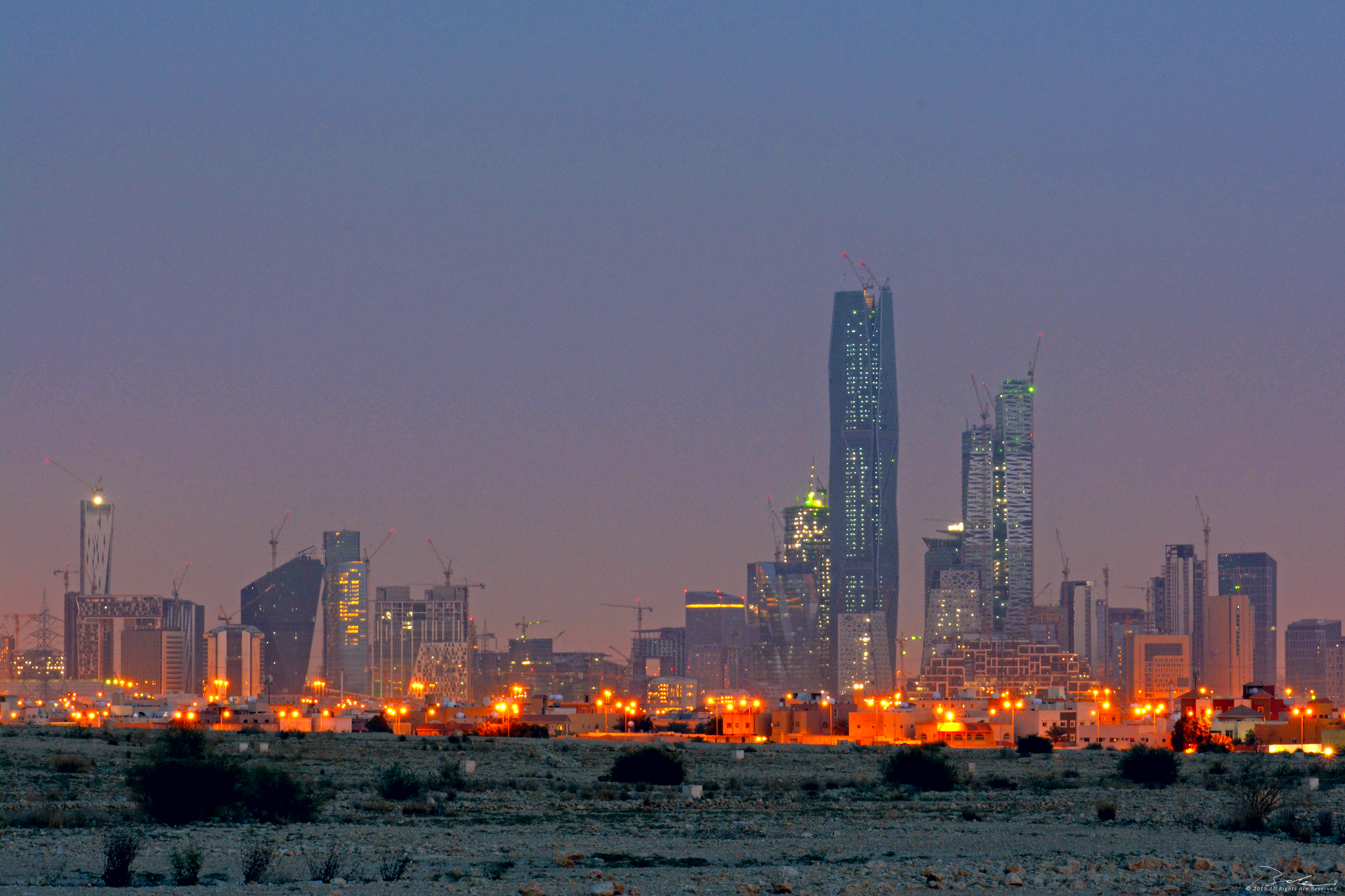
King Abdullah Financial District

- Singapur, Singapur